# Валевиці (Белхатовський повіт)
Валевиці (пол. Walewice) — село в Польщі, у гміні Зелюв Белхатовського повіту Лодзинського воєводства.
Населення — 61 особа (2011).
У 1975-1998 роках село належало до Пйотрковського воєводства.

## Демографія
Демографічна структура станом на 31 березня 2011 року:
|          | Загалом | Допрацездатний вік | Працездатний вік | Постпрацездатний вік |
| -------- | ------- | ------------------ | ---------------- | -------------------- |
| Чоловіки | 31      | 4                  | 18               | 9                    |
| Жінки    | 30      | 4                  | 14               | 12                   |
| Разом    | 61      | 8                  | 32               | 21                   |